# Richland (Oregon)
Richland és una població dels Estats Units a l'estat d'Oregon. Segons el cens del 2000 tenia 147 habitants.

## Demografia
Segons el cens del 2000, Richland tenia 147 habitants, 86 habitatges, i 41 famílies. La densitat de població era de 709,5 habitants per km².
Dels 86 habitatges en un 7% hi vivien nens de menys de 18 anys, en un 41,9% hi vivien parelles casades, en un 5,8% dones solteres, i en un 51,2% no eren unitats familiars. En el 45,3% dels habitatges hi vivien persones soles el 29,1% de les quals corresponia a persones de 65 anys o més que vivien soles. El nombre mitjà de persones vivint en cada habitatge era d'1,71 i el nombre mitjà de persones que vivien en cada família era de 2,31.
Per edats la població es repartia de la següent manera: un 8,2% tenia menys de 18 anys, un 1,4% entre 18 i 24, un 8,8% entre 25 i 44, un 35,4% de 45 a 60 i un 46,3% 65 anys o més.
L'edat mediana era de 63 anys. Per cada 100 dones de 18 o més anys hi havia 98,5 homes.
La renda mediana per habitatge era de 17.344$ i la renda mediana per família de 27.500$. Els homes tenien una renda mediana de 25.000$ mentre que les dones 19.688$. La renda per capita de la població era de 13.462$. Aproximadament l'11,4% de les famílies i el 18,4% de la població estaven per davall del llindar de pobresa.

## Poblacions més properes
El següent diagrama mostra les poblacions més properes.